# Йоганн Ріглер
Йоганн Ріглер (нім. Johann Riegler, 17 липня 1929, Відень — 31 серпня 2011) — австрійський футболіст, що грав на позиції нападника, зокрема, за клуб «Рапід» (Відень), а також національну збірну Австрії.
Шестиразовий чемпіон Австрії. Володар Кубка Австрії. Володар Кубка Мітропи. 

## Клубна кар'єра
У футболі дебютував 1945 року виступами за команду «Відень», в якій провів два сезони. 
Своєю грою за цю команду привернув увагу представників тренерського штабу клубу «Рапід» (Відень), до складу якого приєднався 1948 року. Відіграв за віденську команду наступні тринадцять сезонів своєї ігрової кар'єри. Більшість часу, проведеного у складі віденського «Рапіда», був основним гравцем атакувальної ланки команди. У складі віденського «Рапіда» був одним з головних бомбардирів команди, маючи середню результативність на рівні 0,59 голу за гру першості. За цей час шість разів виборював титул чемпіона Австрії, ставав володарем Кубка Мітропи.
Протягом 1961—1962 років захищав кольори французької команди «Ланс».
Завершив професійну ігрову кар'єру у клубі «Аустрія» (Клагенфурт), за команду якого виступав протягом 1962—1963 років.

## Виступи за збірну
1951 року дебютував в офіційних матчах у складі національної збірної Австрії. Протягом кар'єри у національній команді провів у її формі 6 матчів, забивши 1 гол.
Був присутній в заявці збірної на чемпіонаті світу 1954 року у Швейцарії, але на поле не виходив.
Помер 31 серпня 2011 року на 83-му році життя.

## Титули і досягнення
- Чемпіон Австрії (6):

«Рапід» (Відень): 1950—1951, 1951—1952, 1953—1954, 1955—1956, 1956—1957, 1959—1960
- Володар Кубка Австрії (1):

«Рапід» (Відень): 1960—1961
- Володар Кубка Мітропи (1):

«Рапід» (Відень): 1951
- Бронзовий призер чемпіонату світу: 1954